# Serge Lama
Serge Lama, all'anagrafe Serge Claude Bernard Chauvier (Bordeaux, 11 febbraio 1943), è un cantautore francese, in attività dalla prima metà degli anni sessanta.
La sua canzone più famosa è Je suis malade del 1973, brano ripreso anche da Dalida e - più recentemente - da Lara Fabian.
Figlio d'arte, all'attività di cantante affianca anche quella di attore.

## Discografia

### Album (Lista parziale)
- 1971: Superman
- 1973: Je suis malade
- 1974: Chez moi
- 1974: Live à l'Olympia
- 1975: La vie lilas
- 1977: L'enfant au piano: Lama chante Brel
- 1979: Lama chante Brel
- 1980: Souvenir... Attention... Danger!
- 1984: Collection
- 1988: Live au Casino de Paris
- 1994: Lama
- 1996: L'ami
- 1996: Napoléon, vol. I
- 2000: Napoléon, vol. I
- 2003: Un jour, une vie
- 2003: Pluri((elles))
- 2006: Le miroir de ma vie
- 2006: Serge Lama
- 2008: Serge Lama

### Singoli (Lista parziale)
- 1971: Superman/Soleil du nuit
- 1973: Je suis malade/Les p'tites femmes de Pigalle
- 1975: L'Algérie/Mon ami mon maître
- 1976: Mourir en France/Tarzan est hereux
- 1980: De France/Ave Maria

## Filmografia parziale
- Madame Bovary (TV, 1974)
- Alors heureux? (1980)
- Placé en garde à vue (serie TV, 1994 - 1995; 4 episodi, ruolo: Commissario Paparelle)